# جمیله علم‌الهدی
جمیله‌سادات علم‌الهدی (زادهٔ ۱۳۴۴) نویسنده، پژوهشگر و مدرس دانشگاه اهل ایران است. او فرزند سید احمد علم‌الهدی، امام جمعه مشهد و همسر سید ابراهیم رئیسی، رئیس‌جمهور سابق ایران است.

## زندگی

### خانواده
جمیله علم‌الهدی زادهٔ ۱۳۴۴ در مشهد و بزرگ‌ترین دختر سید احمد علم‌الهدی، نماینده ولی‌فقیه در خراسان رضوی و امام جمعه مشهد است. او در سال ۱۳۶۲ و در ۱۸ سالگی با سید ابراهیم رئیسی ازدواج کرد.

### تحصیلات
او دانش‌آموختهٔ دکترای فلسفه تعلیم و تربیت از دانشگاه تربیت مدرس است و دانشیار و عضو هیئت علمی دانشکده علوم تربیتی و روان‌شناسی دانشگاه شهید بهشتی می‌باشد. جمیله علم‌الهدی مادر دو دختر است.

## فعالیت‌ها
جمیله علم‌الهدی در سال ۱۳۸۰ دکترای خود را در رشته فلسفه تعلیم و تربیت از دانشگاه تربیت مدرس دریافت کرد. او عضو هیئت علمی گروه آموزشی رهبری و توسعه آموزشی دانشکده علوم تربیتی و روان‌شناسی دانشگاه شهید بهشتی شد و درجه علمی دانشیاری را کسب کرده است. علم‌الهدی تدریس دروسی مانند فلسفه آموزش عالی، انسان‌شناسی در اسلام، روشهای آموزش، مبانی نظری مدیریت آموزشی، مکتب‌های فلسفی و آرای تربیتی را در دوره دکتری دانشگاه شهید بهشتی برعهده دارد.
ویدئوی سخنرانی او در همایشی بین‌المللی که سعی داشت بدون تسلط کافی به زبان انگلیسی سخنرانی کند در سال ۱۳۹۶ منتشر و حاشیه‌ساز شد.
علم‌الهدی اسفند ۱۳۹۸، به عنوان دبیر «شورای تحول و نوسازی نظام آموزشی کشور» شورای عالی انقلاب فرهنگی منصوب شد.